# Hemicythere concinna
Hemicythere concinna är en kräftdjursart. Hemicythere concinna ingår i släktet Hemicythere och familjen Hemicytheridae. Inga underarter finns listade i Catalogue of Life.